# Théodore Pilette
Théodore Eugène Pilette, detto Théo (Saint-Gilles, 8 settembre 1883 – Steinfort, 13 maggio 1921), è stato un pilota automobilistico belga.

## Carriera
Théodore Pilette iniziò a gareggiare nel 1903 all'età di 20 anni. Nel 1904, vinse la gara motociclistica di 10 chilometri al Meeting di Ostenda su una de Dion-Bouton. All'età di 23 anni, Théo era iscritto alla prima edizione del Circuito delle Ardenne, un Gran Premio automobilistico tenutosi sul Circuito di Bastogne, in Belgio, il 13 agosto 1906, alla guida di una Grégoire 70 CV iscritta dalla Grégoire et Cie, ma non si presentò all'evento. Un anno dopo, il 25 luglio 1907, Pilette guidò una Mercedes al Circuito delle Ardenne, ma non concluse la gara, ritirandosi al sesto giro per motivi ignoti.
Pupillo del vincitore della Coppa Gordon Bennett del 1903, il belga Camille Jenatzy, Théo Pilette è stato l'importatore belga per le automobili Daimler-Motoren-Gesellschaft, Packard, Hudson e Bugatti. Talentuoso scalatore di montagna, al volante di una Mercedes 16/45 Knight, vinse la Coupe de la Meuse nel 1909 e la Malchamps nel 1912. Quest'ultima fu chiamata "Coupe Pilette" fin dalla sua prima edizione, nel 1907.
Pilette, insieme a sei piloti di origine europea su 27 iscritti, ha anche partecipato alla sua unica 500 Miglia di Indianapolis nel 1913 (alla quale aveva già preso parte nelle prime due edizioni solo il norvegese Gil Andersen), alla guida di una Mercedes Knight numero 23 grigia e bianca da 4,1 litri, iscritta dall'editore di Chicago E. C. Patterson. Stabilendo la velocità più bassa in qualifica (121,5 km/h) per un quarto di miglio, partì dall'interno della quarta fila, dalla tredicesima posizione in griglia, determinata dal sorteggio pre-gara, mantenendo una guida costante fino a un ottimo quinto posto a una velocità media di 109,674 km/h (i suoi connazionali Arthur Duray e Josef Christiaens avrebbero partecipato all'edizione del 1914, con Christiaens che sarebbe tornato nel 1916).
Più avanti, sempre nello stesso anno, Théo Pilette partecipò con un team di quattro Mercedes al Gran Premio di Francia - Coupe de la Sarthe, che si tenne il 5 agosto 1913 sul Circuito di Le Mans, lungo 54 chilometri (33,5 miglia). Guidava una Mercedes a 4 cilindri da 8.900 cm³, mentre i suoi compagni di squadra Christian Lautenschlager ed Otto Salzer correvano con due Mercedes a 6 cilindri da 7.300 cm³ e, infine, il compagno Leon Elskamp corse con un modello a 4 cilindri da 9.250 cm³. Pilette ruppe uno pneumatico al penultimo giro, mentre era secondo, concludendo alla fine terzo, a sei minuti dai vincitori Paul Bablot ed Albert Guyot, secondi entrambi al volante di una Delage.
L'anno successivo, Pilette corse nuovamente nel Gran Premio di Francia a Le Mans, come pilota ufficiale della Mercedes. Ebbe problemi al cambio e la rottura dell'albero di trasmissione lo costrinse al ritiro al quarto giro.
Il giovedì sera del 12 maggio 1921, mentre guidava una nuova Mercedes da Gran Premio verso Bruxelles su strade pubbliche, Théo subì un incidente mortale nella cittadina di Capellen, territorio del Lussemburgo, vicino al confine con il Belgio: uno pneumatico scoppiò improvvisamente mentre la vettura guidava ad ua velocità di 150 km/h, uscendo di strada e colpendo un albero, per poi rimbalzare contro un altro albero ed essere, infine, sbalzata contro un terrapieno. Pilette morì il giorno seguente all'ospedale di Steinfort, senza riprendere conoscenza, all'età di soli 37 anni.
Il giorno dell'incidente, Pilette non era con il suo fedele meccanico Barthélemy Bruyère, ma con Paul Tavernier, anche lui morto sul colpo. Secondo i primi resoconti giornalistici, Tavernier fu trovato ancora con un pezzo di volante in mano dopo l'incidente, come in un estremo tentativo di correggere la sbandata del compagno. Dopo la morte del suo amico Pilette, Bruyère si unì come meccanico di moto al barone Raymond de Tornaco, vincendo il Gran Premio del Belgio 1922 su una Imperia Abadal.
Pilette era in viaggio per una gara in Inghilterra, infatti era stato invitato all'evento "The Private Sweepstake", che si sarebbe tenuto a Brooklands: l'evento consisteva in una sfida in una gara privata di quattro delle auto più veloci d'Inghilterra. I concorrenti erano il conte Louis Zborowski al volante della sua "Chitty Bang Bang" a 6 cilindri; il maggiore R. Cooper sulla famosa Fiat "Mefistofele"; John Hartshorne Cooper con la sua Cooper Clerget e il belga Théodore Pilette su una Mercedes. Purtroppo, il 12 maggio 1921, lo stesso giorno del fatale incidente stradale di Théo Pilette, anche Hartshorne Cooper perse la vita durante un test della sua auto a Brooklands. A seguito delle due vittime, l'evento fu definitivamente annullato. In onore del pilota belga, il suo nome è stato inciso alla base del "Monumento alle vittime dello sport automobilistico", eretto nel 1928 nella città di Schaerbeek, Bruxelles, insieme ad altri piloti belgi deceduti come René De Buck, il barone Jean de Woelmont, John Wilford, Joseph Christiaens, Henri Matthys e Freddy Charlier. L'opera, realizzata dallo scultore belga Pierre De Soete, raffigura un atleta nudo che pronuncia il giuramento olimpico su una stele di marmo.
La dinastia di piloti belgi, generata da Théodore Pilette, fu continuata dal figlio André Pilette, dopo aver perso il padre a soli tre anni, partecipando a 14 Gran Premi di Formula 1 negli anni '50.
Il nipote di Théodore, Teddy Pilette, due volte campione britannico di Formula 5000, ha partecipato a quattro Gran Premi di Formula 1 rimanendo in attività fino al 1992, guidando monoposto di Formula 1 obsolete nello storico campionato britannico.
Pilette è sepolto nel Cimitero di Bruxelles, a Evere.